# Chelonus fissus
Chelonus fissus är en stekelart som beskrevs av Léon Abel Provancher 1881. Chelonus fissus ingår i släktet Chelonus och familjen bracksteklar. Inga underarter finns listade i Catalogue of Life.